# Гражданская война в Италии (1943—1945)
Гражданская война в Италии (1943—1945) (итал. Guerra civile in Italia (1943—1945)) — военное противостояние с 8 сентября 1943 года (дата перемирия между Италией и антигитлеровской коалицией) по 2 мая 1945 года (Апрельское восстание) между Королевством Италия и Движением сопротивления с одной стороны, и фашистской Итальянской социальной республикой с другой.

## Терминология
Клаудио Павоне в книге «Гражданская война. Историческое эссе о морали Сопротивления» (итал. Una guerra civile. Saggio storico sulla moralità della Resistenza), опубликованной в 1991 году, писал о том, что термин Гражданская война в Италии достаточно широко используется в итальянской и международной историографии. Несмотря на то, что этот термин использовался и раньше, по-настоящему он вошёл в употребление только в начале 90-х годов.

## Война

### Предыстория
25 июля 1943 года Бенито Муссолини был свергнут и арестован, король Виктор Эммануил III назначает Пьетро Бадольо премьер-министром. Вначале новое правительство поддержало Ось. Демонстрации против этого жестоко подавлялись. 8 сентября Италия сдалась союзникам. Король со своим Кабинетом оставил Рим, не оставив армии приказа. До 600 тыс. итальянских солдат оказались в плену у нацистов и большая их часть (почти 95 %) отказалась переходить на сторону только что учреждённой Итальянской социальной республики, фашистского государства во главе с Муссолини, который стал главой созданного им правительства 23 сентября, что стало возможным благодаря немецкой оккупации итальянского полуострова, осуществлённой в ходе операции «Ось», планируемой и возглавляемой Эрвином Роммелем. Характерной чертой этого периода являются военные и террористические эпизоды и политическое соперничество между антифашистами. После перемирия между Италией и союзниками Британия имела две категории сторонников: тех из либералов, кто поддерживал демократические партии, пытающиеся свергнуть монархию, и тех, кто поддерживал Черчилля, который предпочитал поражённому врагу вновь прибывших союзников. Обе стороны активизировались после 8 сентября.

### События
Фашистские подразделения оспаривали территорию, которая была занята партизанскими отрядами, и часто поддерживались германскими силами. Фашисты преобладали в городах и равнинных зонах, поддерживались тяжёлым вооружением, пока небольшие партизанские отряды преобладали в горных районах, где имели возможность лучше прятаться от врага, где многочисленные формирования не могли эффективно маневрировать.
Последовало множество эпизодов насилия, иногда толкающих фашистов выступать против фашистов, а партизан выступать против партизан. Самый известный пример этому — Резня в Порзусе. Партизаны-коммунисты дивизии Natisone объединились с XI Югославским корпусом по приказу Тольятти, после чего они достигли команды одной из многочисленных бригад Озоппо, убив 20 партизан и женщину, заявив, что те были немецкими шпионами. Среди них был командующий Франческо Де Грегори и комиссар бригады Гастоне Валенте.

### Окончание
17 апреля началось восстание, организованное движением Сопротивления.
Итальянские фашистские силы сдались 2 мая 1945 года, незадолго перед актом капитуляции вооружённых сил Германии, который был подписан 7 мая 1945 года.

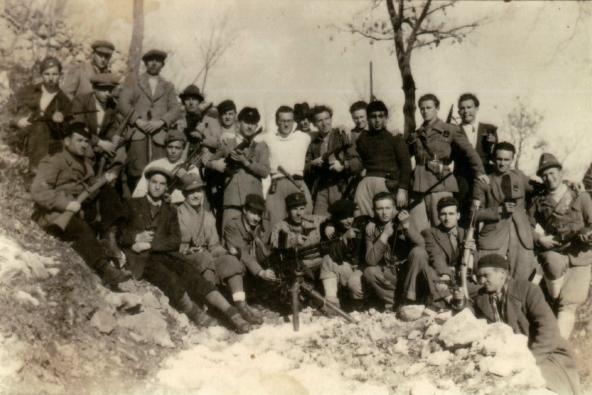
Итальянские партизаны-антифашисты